# Arcidiocesi di Nagpur
L'arcidiocesi di Nagpur (in latino Archidioecesis Nagpurensis) è una sede metropolitana della Chiesa cattolica in India. Nel 2021 contava 28.500 battezzati su 13.442.390 abitanti. È retta dall'arcivescovo Elias Joseph Gonsalves.

## Territorio
L'arcidiocesi si trova nel centro dell'India e comprende i distretti di Nagpur, Gondia e Bhandara nello stato del Maharashtra e i distretti di Betul, Balaghat, Chhindwara e Seoni (ad eccezione del tehsil di Lakhnadon) nello stato del Madhya Pradesh.
Sede arcivescovile è la città di Nagpur, dove si trova la cattedrale di San Francesco di Sales.
Il territorio è suddiviso in 36 parrocchie.

## Storia
La diocesi di Nagpur fu eretta il 29 luglio 1887 con il breve Iamdiu erat di papa Leone XIII, ricavandone il territorio dalla diocesi di Visakhapatnam (oggi arcidiocesi). Originariamente era suffraganea dell'arcidiocesi di Madras (oggi arcidiocesi di Madras e Mylapore).
Successivamente cedette porzioni del suo territorio a vantaggio dell'erezione di nuove circoscrizioni ecclesiastiche e precisamente:
- il 18 luglio 1932 a vantaggio dell'erezione della prefettura apostolica di Jubbulpore (oggi diocesi di Jabalpur);
- l'11 marzo 1935 a vantaggio della prefettura apostolica di Indore (oggi diocesi);
- il 14 giugno 1951 a vantaggio dell'erezione della diocesi di Sambalpur.
- il 13 dicembre 1951 a vantaggio dell'erezione della diocesi di Raigarh-Ambikapur (oggi divisa in diocesi di Raigarh e diocesi di Ambikapur).

Il 19 settembre 1953 la diocesi è stata elevata al rango di arcidiocesi metropolitana con la bolla Mutant res di papa Pio XII.
In seguito l'arcidiocesi è tornata a cedere porzioni di territorio a vantaggio dell'erezione di nuove circoscrizioni ecclesiastiche:
- l'8 maggio 1955 a vantaggio dell'erezione della diocesi di Amravati;
- il 31 marzo 1962 a vantaggio dell'erezione dell'ordinariato di Chanda (oggi eparchia).

## Cronotassi dei vescovi
Si omettono i periodi di sede vacante non superiori ai 2 anni o non storicamente accertati.
- Alexis Riccaz, M.S.F.S. † (2 agosto 1887 - 8 settembre 1892 deceduto)
- Charles-Félix Pelvat, M.S.F.S. † (2 ottobre 1893 - 23 luglio 1900 deceduto)
- Jean-Marie Crochet, M.S.F.S. † (28 novembre 1900 - 6 giugno 1903 deceduto)
- Etienne-Marie Boneventure, M.S.F.S. † (17 settembre 1904 - 12 marzo 1907 deceduto)
- François-Etienne Coppel, M.S.F.S. † (22 giugno 1907 - 16 marzo 1933 deceduto)
- Louis-François Gayet, M.S.F.S. † (1º febbraio 1934 - 26 agosto 1950 deceduto)
- Eugene Louis D'Souza, M.S.F.S. † (12 luglio 1951 - 13 settembre 1963 nominato arcivescovo di Bhopal)
- Leonard Joseph Raymond † (16 gennaio 1964 - 1º febbraio 1974 deceduto)
- Leobard D'Souza † (1º luglio 1975 - 17 gennaio 1998 dimesso)
- Abraham Viruthakulangara † (17 gennaio 1998 - 19 aprile 2018 deceduto)
- Elias Joseph Gonsalves, dal 3 dicembre 2018

## Statistiche
L'arcidiocesi nel 2021 su una popolazione di 13.442.390 persone contava 28.500 battezzati, corrispondenti allo 0,2% del totale.
| anno | popolazione | popolazione | popolazione | presbiteri | presbiteri | presbiteri | presbiteri                | diaconi | religiosi | religiosi | parrocchie |
| anno | battezzati  | totale      | %           | numero     | secolari   | regolari   | battezzati per presbitero | diaconi | uomini    | donne     | parrocchie |
| ---- | ----------- | ----------- | ----------- | ---------- | ---------- | ---------- | ------------------------- | ------- | --------- | --------- | ---------- |
| 1950 | 34.169      | 15.396.710  | 0,2         | 51         | 26         | 25         | 669                       |         | 38        | 212       | 21         |
| 1969 | 12.684      | 3.336.684   | 0,4         | 71         | 47         | 24         | 178                       |         | 49        | 154       | 15         |
| 1980 | 13.844      | 10.972.000  | 0,1         | 83         | 47         | 36         | 166                       |         | 226       | 230       | 5          |
| 1990 | 15.393      | 13.323.000  | 0,1         | 85         | 52         | 33         | 181                       |         | 193       | 253       | 5          |
| 1999 | 22.663      | 11.050.000  | 0,2         | 101        | 44         | 57         | 224                       |         | 240       | 324       | 24         |
| 2000 | 22.626      | 11.500.000  | 0,2         | 101        | 43         | 58         | 224                       |         | 218       | 324       | 32         |
| 2001 | 23.185      | 11.000.000  | 0,2         | 104        | 42         | 62         | 222                       |         | 250       | 397       | 32         |
| 2002 | 23.286      | 11.000.000  | 0,2         | 128        | 44         | 84         | 181                       |         | 353       | 403       | 32         |
| 2003 | 24.479      | 11.000.000  | 0,2         | 125        | 45         | 80         | 195                       |         | 419       | 407       | 21         |
| 2004 | 24.446      | 11.000.000  | 0,2         | 124        | 44         | 80         | 197                       |         | 379       | 421       | 24         |
| 2013 | 25.500      | 12.202.000  | 0,2         | 143        | 47         | 96         | 178                       |         | 244       | 540       | 34         |
| 2016 | 25.800      | 12.687.000  | 0,2         | 150        | 52         | 98         | 172                       |         | 452       | 464       | 36         |
| 2019 | 28.500      | 13.165.400  | 0,2         | 159        | 54         | 105        | 179                       |         | 455       | 546       | 35         |
| 2021 | 28.500      | 13.442.390  | 0,2         | 157        | 52         | 105        | 181                       |         | 403       | 525       | 36         |